# Franček Rudolf
Franček Rudolf, slovenski pesnik, pisatelj, dramatik, scenarist, filmski režiser, kritik in publicist, * 5. september 1944, Lipovci.
Klasično gimnazijo je obiskoval v Mariboru, iz filmske in televizijske režije pa je diplomiral na Akademiji za gledališče, radio, film in televizijo v Ljubljani.

## Življenje
Franček Rudolf vse življenje deluje na Bledu. Kot samostojni kulturni delavec (svobodni umetnik) je deloval od januarja 1969, med letoma 1972 in 1976, 1977 in 1980. Med letoma 1976 in 1977 je bil zaposlen kot dramaturg (Viba film), v letih 1980-1981 pa v Pionirskem domu v Ljubljani. Do leta 1990 pa spet kot svobodni umetnik, filmski pedagog in kritik. Bil je tudi poslanec v Republiški skupščini in glavni urednik Radia Slovenije. Leta 1994 pa se je upokojil.
Rudolfovo književno delo zajema pesmi, članke in kritike za Katedro, Tribuno, Mladino. Pisal je tudi filmske scenarije, televizijske igre in filmske kritike za »Ekran«. Med letoma 1965 in 1985 je pisal gledališke drame in igre za odrasle in mladino, med letoma 1972 in 1994 in od 1998 dalje pa je pisal romane. Od leta 1985 je pisal televizijske kritike, od leta 1987 pa tudi literarne kritike za Delo, članke za Dnevnik in Kmečki glas. Med letoma 1990 in 1991 pa za Demokracijo.
Leta 1989/90 je bil predsednik Ljubljanskega Mestnega sveta Slovenske demokratske zveze. Od leta 1991 do 1998 je bil predsednik Zveze kulturnih organizacij Slovenije, po tem letu pa njen podpredsednik. Bil je član raznih političnih strank: Zveze komunistov Jugoslavije, Slovenske demokratske zveze, Demokratske stranke, LDS-a, Združene liste in DeSUS-a.
Na njegov literarni razvoj so vplivali: France Prešeren, Heinrich Heine, Ivan Cankar, Srečko Kosovel, Federico Garcia Lorca, Branko Rudolf, Vladimir Gajšek in Andrej Brvar.
Na državnozborskih volitvah leta 2011 je kandidiral na listi Zaresa.

## Književni opus

### Pesniške zbirke
- Dnevi v predalu,  Mladinska knjiga, (zbirka Pota mladih), 1968
- Sentimentalne elegije, DZS, 1971
- Dež, ulice, mesec, Mariborska literarna družba, 2004
- Lepa muca in lepi muc, (Čebelica),  Mladinska knjiga, 1992

### Romani
- Kam je mama šla?, Državna založba Slovenije, 1975
- Fotosinteza Linhart, DZS, 1979
- Očka, vrni se nam zdrav domov, Pomurska založba, 1981
- Jazbečar iz jantarja, Založba Obzorja Maribor, 1984
- Srečne zvezde prašičev, DZS,  1985
- Nagradno življenje, Založba Borec, 1986
- Zvestoba,  Založba Borec, 1988
- Odpiram mlin, zapiram mlin, Založba Kmečki glas, 1989
- Odiranje morskega psa, Slovenska založba, 1990
- Parnik Jesenice-Trbovlje, Založba Tangram, 1994
- Cartes brouillés, (prevod romana Odpiram mlin, zapiram mlin), Edition Stock, Pariz, 1966
- Harmonika in kavka, Prešernova družba, zbirka Vrba, 2001
- Jahta med drevjem, ljubezenski roman, Prešernova družba, Koledarska zbirka, 2004
- Mladenič, Založba Tangram, 2004
- Acapulco,  Založba Karantanija, 2005
- Lov na zombije, Študentska založba Litera, Maribor, 2005
- Tolmun na dnu reke, Mariborska literarna družba, 2006
- Oko zaljubljene krastače, Antena, 1974
- Škodljivost smeha od vrtca do mature, Založba Tangram, 2003
- Regata v Acapulcu[2], Založba Ebesede, 2013

### Zgodbe za otroke
- Volčje in lisičje in vrabčje, pa po ena pasja, mačja, želvja, kačja, ribja, zajčja, zmajska, medvedja, slonja, opičja in še ena o ščurku.  Založba Borec, 1983
- Medvedje, zajčje, lisičje, vrabčje, pasje, ovčje in volčje, mačje in prašičje, mišje in podganje, kačje in ribje, veveričje in mravljinčje zgodbe, Založba Tangram, 1993

### Slikanice za otroke
- Papagaj Vprašaj in črni pes Pazi, Univerzum, 1984
- Papagaj Vprašaj in lastovka Črna puščica, Univerzum, 1984
- Papagaj Vprašaj iz nebotičnika, Univerzum, 1984
- Papagaj Vprašaj se spušča in spušča, Univerzum,  1984

### Kriminalka
- Rdečelaska v zrelem žitu[3], Delo, 1990, založba Ebesede, 2013

### Publicistika
- Kratka zgodovina Slovencev: legenda o strukturi, Mladinska knjiga, 1990

### Kratka proza
- Zvončki in spominčice, Založba Tangram, 2002

## Dramska dela
- Celjski grof na žrebcu ali Legenda o strukturi, Založba Obzorja, 1969
- Trnuljčica preveč in trije palčki, (igra za otroke), Scena, 1974
- Pegam in Lambergar, (vitez, smrt, hudič), igra, Založba Obzorja, 1976
- Koža megle, 1976, pesmi Dominike Hudnik, Založba Obzorja, 1979
- Debele sanje, igre (gledališka: Debele sanje, televizijska Umetnost kuhanja, umetnost ljubezni, dve radijski: »Termiti« in »Polž Jože«), Založba Obzorja, Maribor, 1982
- Tri igre za otroke, Med njimi »Marsovčki hočejo na zemljo«, Založba Univerzum, 1984
- »Vžigalnik« po Andersenu, Založba Univerzum, 1984
- Lenega čaka dolgčas, 1977
- Veronika, 1979

### Scenariji za filme
- Ubij me nežno, scenarij (v knjigi skupaj še dvema scenarijema, Kozinc in Šušmelj), Partizanska knjiga, 1979
- Ko pride lev, 1972
- Praznovanje pomladi, 1978
- Sonce, vsesplošno sonce, 1968, režija Karpo Godina

#### Televizija
- Sedem ponudb, tv igra, režija Franc Uršič, Televizija Slovenija 1976
- Štirideset zelenih slonov, televizijska nadaljevanka 1981
- Prežihov Voranc-Franček Rudolf: Borba na tujih tleh, (dramatizacija, tv igra), Televizija Slovenija, režija Vlado Troha, 1982

### Kratki filmi, (scenarij in režija)
- Lutka, (igrani film) Fas, Zagreb, 1968
- Safari, (dokumentarni fim), Viba film, 1979
- Čarovnik, (igrani film), Viba film, 1974
- Ritem dela, (dokumentarni fim), Viba film, 1979
- Razglednice, (animirani film), Viba film, 1982
- Heroji slovenskega naroda, (animirani film), Viba film, 1984

### Slovenske uprizoritve gledaliških dramskih del
- Trnuljčica preveč in trije palčki, 1972, Mladinsko gledališče Ljubljana, (Več amaterskih uprizoritev)
- Kuža laja mjau mjau, lutkovno gledališče Ljubljana, 1974, uprizorjena tudi v Lutkovnem gledališču v Mariboru, 1985
- Celjski grof na žrebcu, SNG Celje, 1974
- Pegam in Lambergar, Glej, 1974
- Slovenska kuharica, SNG Maribor, 1975
- Koža megle, SNG Trst, 1976
- Lenega čaka dolgčas, Primorsko dramsko gledališče Nova Gorica, 1979
- Veronika, Primorsko dramsko gledališče Nova Gorica, 1979 (vsaj tri amaterske uprizoritve)
- »Vžigalnik« (po Andersenu), Lutkovno gledališče Kranj
- Smešno za zjokat, Lutkovno gledališče, Ljubljana, 1985
- Gozdne živali, Primorsko dramsko gledališče Nova Gorica, 1985
- »Vžigalnik«, (po Andersenu), Šentjakobsko gledališče Ljubljana, 1985
- Pegam in Lambergar, Ptujsko gledališče, Ptuj, 1978
- Koža megle, Ptujsko gledališče, Ptuj, 1979

#### TV prenosi gledaliških del
- Kuža laja mjau mjau, Lutkovno gledališče Ljubljana, 1975
- Koža megle,, SNG Trst, 1977
- Gozdne živali, Primorsko dramsko gledališče Nova Gorica, 1987
- Skriti pred sosedi, televizijska igra, RTV Slovenija, 1991
- Več deset oddaj za mladinsko in otroško redakcijo, npr. iz serije Radovedni Taček
- Scenarij za »Dražgoško bitko« (po knjigi Ivana Jana), 1972, 1976
- Scenarij in režija: Televizijski film Portret Branka Rudolfa, Televizija Slovenije,1986

## Radijske igre
(Radio Slovenija, kjer ni navedeno drugače).
- Fotopuška, 1974
- Zasanjane vreče, 1974
- Edip Toponosi, 1974
- Xerxes ali Strah, 1974, Radio Študent Ljubljana
- Ognjeni krst, 1974
- Polž Jože,  1975
- Zvečer pa izstrelitev v vesolje, 1976, Radio Maribor
- Slovenske narodne, 1977
- Debele sanje, (Priredba Pavel Lužan), 1983
- Vrč hodi po vodo 1985,
- Kratek oddih v zravilišču, 1985
- Skriti pred sosedi, 1985
- Pogled v prihodnost, 1985, (Štiri komedije, zadnje tri tudi na Radio Trst)
- Svetloba nad Ljubljano, 1986
- Izvoz dečkov in deklic, 1986, (Tudi radio Trst)
- Pesnik išče rimo, 1986, Radio Trst
- Termiti, (priredba dramskega dela Pavel Lužan), 1987
- Hop, Cefizelj, komedija,  1989
- Domači nosorogi, (kratka radijska) 1989
- Kje je moj bicikel? (kratka radijska) 1990
- Monopoli, 1992,
- Nesrečni princ, 1993
- Čist, zdrav in dober zrak, 1993
- Raca (ali Vzhodno-zahodno cesarstvo), 1994
- Pogled z nebotičnik, kratka radijska, (tudi Trst), 2001
- Kokoši, kratka radijska, 2001
- Klic divjine, (kratka radijska), 2004

### Radijske igre za otroke
(Radio Slovenija, kjer ni navedeno drugače).
- Princ in ovce, 1973
- Domišljavi helikopter, 1976
- Strašen hrup v Tihem oceanu, 1978
- Volk, začaran v dečka, 1981, (tudi na Radiu Trst, na kaseti od 1985)
- Pogumni zajček Hop Hop, 1982, (tudi kaseta)
- Psi iz Andersenovega vžigalnika, 1984 (tudi kaseta)
- Medved ukrade avto, 1984
- Bobri in bobrčki, 1986
- Podzemeljsko mesto, 1987, (tudi radio Trst)
- Odlagališče vesoljskih ladij, 1987 (tudi Radio Trst, kaseta od 1992)
- Hrabra mravljica, 1988, (Nagrada za najboljšo predstavo na festivalu na OHRIDU)
- Poklic: kavboj, 1989
- Violina, 1989
- Opica s šolsko torbo, 1990
- Karta v rokavu, 1991
- Lisica in grozdje, 1991
- Maček Muco, Muca Mačka, 1993
- Zubzak, prihodnost plemena, 1998
- Račke na samotnem jezeru, 2002

## Priredbe romanov
- Očka, vrni se nam zdrav domov, radijska nadaljevanka, Radio Trst, 1984
- Parnik Jesenice Trbovlje, radijska nadaljevanka, Radio Slovenija, 1995, večkrat predvajan.

## Knjižne izdaje v tujini
- Cartes brouilles, (Odpiram mlina, zapiram mlin) Edition Stock, Pariz, 1996

## Izbor najpomembnejših izvirnih del v periodičnem tisku
- Pesmi, izdane v revijah Dialogi, Sodobnost in Problemi; do leta 1985

Dvanajst dramskih tekstov, najpomembnejši:
- Celjski grof na žrebcu ali Legenda o strukturi, Sodobnost, 1968
- Daj piti kri svoji prazni senci (Orfej in Evridika), Sodobnost, 1969
- Edip toponosi, Problemi, 1973
- Xerxes ali strah ali diktatorjeve seksualne težave, Problemi, 1974
- Veronika, igra s petjem in uničevanjem čustev, Problemi, 1976
- v »Anteni« je izhajal roman Oko zaljubljene krastače, 1974, in daljša zgodba »En hribček bom kupil« ,1975.

v časniku »Delo« so izhajali romani:
- Rdečelaska v zrelem žitu, 1990
- Parnik Jesenice - Trbovlje 1994
- Pošlji deklico 1996

v časniku Večer romani:
- Karavana sužnjev, 1991
- Harmonika in kavka v letu 1990

v časniku »Hopla«:
- zgodbe iz knjige Zvončki in spominčice, 1998
- romani Acapulco 1998/99 in Regata v Acapulcu, 1999, roman Fenomen bele halje, 2001

v reviji »Stop«
- kratek roman Igra z ognjem, 2005

## Priznanja in nagrade
Za scenarij in režijo filma Ritem dela je prejel srebrno Badjurovo nagrado (Celje, 1979), za film Ritem dela« pa plaketo festivala kratkega filma v Beogradu (1980). Na Sterijinem pozorju je prejel nagrado mladih za dramo »Koža megle«, v izvedbi SNG Trst in režiji Jožeta Babiča (1978). Leta 1990 je prejel nagrado Prešernovega sklada za roman »Odpiram mlin, zapiram mlin« (izšel 1989, založba Kmečki glas).

## Ocene in oznake Rudolfega dela
Dr. Taras Kermauner je pisal dolge razprave o Rudolfovih igrah, posebno o drami »Xerxes« in o romanu Fotosinteza Linhart. Razprave izšle v različnih knjigah. Rudolfove drame je označeval z oznako »ludizem,« tudi »karnizem«, kar pa Rudolfu samemu ne pomeni veliko. Literaturo dvajsetega stoletja na slovenskem imenuje »vulgarni socrealizem« in se ima za predstavnika tega prevladujočega stila.